# Culture de l'hyperproductivité
Ne doit pas être confondu avec carriérisme ou workaholisme.
La culture de l'hyperproductivité ou  culture de l'effort (en anglais hustle culture, soit culture de l'activité intense) est un mouvement social et professionnel qui encourage une mentalité axée sur le travail acharné en vue d'atteindre le succès. Cette culture valorise l'idée que le temps libre devrait être consacré à des activités productives et orientées vers les objectifs professionnels, plutôt qu'à des loisirs ou à des activités récréatives. Elle promeut une mentalité où le travail est placé au premier plan.
Cette culture, qui existait déjà au XXe siècle, a gagné en popularité au XXIe siècle sous l'effet d'influenceurs de célébrités et des dirigeants d'entreprise actifs sur les médias sociaux. Au XXIe siècle, la culture de l'hyperproductivité toucherait principalement les membres de la génération Y et de la génération Z.
On notera que la culture de l'hyperproductivité se distingue du workaholisme : cette culture est une idéologie qui peut influencer les attitudes et les comportements vis-à-vis du travail, tandis le workaholisme est un trouble comportemental individuel.

## Origine et caractéristiques
La culture de l'hyperproductivité est ancrée dans l'idéal du rêve américain. Elle tire son origine de l'idée selon laquelle le succès nécessite un engagement total et constant dans le travail. Elle soutient ainsi l'idée qu'il serait nécessaire de travailler avec acharnement et détermination, sans relâche.

## Arguments favorables et critiques
La culture de l'hyperproductivité suscite aussi bien une adhésion passionnée qu'elle reçoit des critiques acerbes.
Les partisans de la culture de l'hyperproductivité mettent en avant plusieurs arguments en sa faveur. Cette culture encourage la discipline, la persévérance et la détermination, elle peut conduire à une augmentation de la productivité et à l'accomplissement d'objectifs ambitieux et elle offre un cadre motivant pour la réalisation de projets professionnels et personnels.
Du côté de ceux qui notent ses limites et énoncent des critiques, les arguments sont également variés : Elle peut entraîner un épuisement professionnel, du stress et un déséquilibre entre vie professionnelle et vie personnelle. Elle favorise une compétition malsaine et des attentes irréalistes au sein des milieux professionnels. Elle néglige les aspects de bien-être mental et physique. Dans certains pays, on considère que des employeurs mettent en avant cette culture pour en faire un instrument d'esclavage.